# Julia Stowers
Julia Gray Stowers (Knoxville, 18 marzo 1982) è un'ex nuotatrice statunitense.

## Carriera
Ha fatto parte, anche se solo in batteria, della staffetta 4x200m stile libero che ha vinto la medaglia d'oro alle Olimpiadi di Sydney 2000.

## Palmarès
- Giochi olimpici

Sydney 2000: oro nella 4x200m stile libero.
- Giochi Panamericani

Winniepeg 1999: argento nella 4x100m stile libero.